# Esperanza de vida del gato
La esperanza de vida del gato que vive en el interior de un domicilio es de alrededor de 15,1 años. En un estudio, las causas de muerte más frecuentes fueron traumatismos (12.2%), enfermedades  renales (12.1%), neoplasias (10.8%) y lesiones encefálicas inespecífica (10.2%). Un 11,2 % de muertes se atribuyen a enfermedades sin especificar.
En promedio, las gatas sobreviven a los machos, mientras que los gatos castrados  sobreviven a los gatos sin castrar y los cruzados a los de raza pura. Cuanto mayor es el peso de un gato, menor es su esperanza de vida.
Aunque la longevidad normal varía entre 12 y 16 años, algunos gatos pueden alcanzar y superar los 21 años. Según la edición de 2010 del Libro Guinness de los récords, el gato más longevo registrado fue Creme Puff, que murió en 2005, a la edad de 38 años y 3 días.

## Comparación con la edad humana
La edad de un gato de un año es comparable a la de un ser humano de 15 años. Su comparación con la edad humana no es lineal, progresivamente la equivalencia decrece, como se ilustra en el siguiente diagrama, de forma que 15 años de la vida de un gato serían equivalentes a entre 75 y 80 de la vida de un humano.

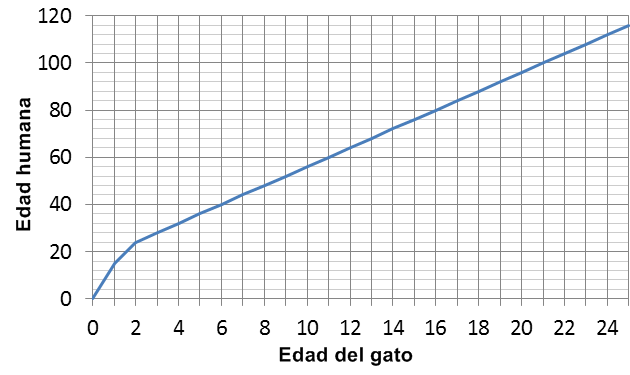